# Manuel Becerra Parra
Manuel Becerra Parra (Benaoján, 1 de junio de 1979) es un escritor y naturalista español, Técnico Superior en Gestión y Organización de Recursos Naturales y autor de varios libros relacionados con los espacios naturales andaluces y la historia de sus pueblos.
Gran conocedor de la Serranía de Ronda, dedica gran parte de su tiempo al estudio de la botánica, geología, arqueología e historia de esta comarca andaluza y a recorrer sus intrincados caminos y veredas. Fruto de ese afán investigador son los más de 50 artículos en revistas tanto de ámbito local, comarcal e internacional (El Genal, La Serranía, El Hacho, Acta Botánica Malacitana, Lagascalia, Mainake, etc.), así como varios libros donde ha participado como autor o coautor: Breve Historia de la villa de Benaoján. La Prehistoria (2002), Benaoján según sus ordenanzas (año de 1540) (2003), Parque Natural Sierra de Grazalema. Guía del excursionista (2006), Arte rupestre prehistórico en la Serranía de Ronda (2006), Ordenación y aprovechamiento de los pinsapares rondeños durante el siglo XIX. La memoria de Antonio Láynez (2006), El lugar de Algatocín a mediados del siglo XVIII (2007), Las setas de la Serranía de Ronda (2007), Las setas de la provincia de Málaga (2008) y Guía botánica de la Serranía de Ronda (2008).
Ha colaborado en los programas Paso a Paso en Canal Charry TV (Ronda) y Espacio Protegido de Canal 2 Andalucía.
Es miembro de la Asociación Senderista Pasos Largos y de la Sociedad Gaditana de Historia Natural, así como coordinador de las Jornadas Micológicas del Valle del Genal y de las de Historia de la Serranía de Ronda.